# Belle (Virginie-Occidentale)
Pour les articles homonymes, voir Belle.
Belle est une ville américaine située dans le comté de Kanawha en Virginie-Occidentale. En 2010, sa population est de 1 260 habitants.
Le premier bureau de poste y est ouvert en 1902. La ville prend alors le nom de la receveur des postes, Belle Reynolds.